# بوکه (آماسیه)
بوکه (به ترکی استانبولی: Böke) یک منطقهٔ مسکونی در ترکیه است که در آماسیه واقع شده‌است.